# Makoto Teguramori
Makoto Teguramori (手倉森 誠, Teguramori Makoto, Aomori, 14 november 1967) is een Japans voormalig voetballer die als middenvelder speelde en voetbaltrainer.

## Clubcarrière
In 1983 ging Teguramori naar de Gonohe High School, waar hij in het schoolteam voetbalde. Nadat hij in 1986 afstudeerde, ging Teguramori spelen voor Sumitomo Metal, de voorloper van Kashima Antlers. Hij tekende in 1992 bij NEC Yamagata. Teguramori beëindigde zijn spelersloopbaan in 1995.

## Trainerscarrière
Makoto Teguramori was coach van het Japans voetbalelftal op de Olympische Zomerspelen 2016.